# Alphonse Soro
Pour les articles homonymes, voir Soro.
Alphonse Tiorna Soro, né le 1er août 1977 à Korhogo est une personnalité politique ivoirienne.

## Biographie
Né le 1er août 1977 à Korhogo, ville de Sénoufos, situé dans la commune de Korhogo au nord de la Côte d'Ivoire, Alphonse Tiorna Soro est marié et père de trois enfants[réf. nécessaire].
Membre actif de la Fédération estudiantine et scolaire de Côte d'Ivoire de 1995 à 1998, il s'engage pour l'amélioration des conditions de vie et d'études des élèves et étudiants. Avec Guillaume Soro, il s'engage de 1998 à 2002 au Front Uni de la Jeunesse (FUJ) pour lutter contre la politique de l'ivoirité, d'exclusion et de catégorisation des ivoiriens.
En 2000, il est élu président du Forum des Associations du Nord (FAN), rebaptisé Forum des Associations pour la Nation (en 2007), organisation qui a joué un rôle déterminant dans la lutte contre l’arbitraire et l’exclusion. C’est en cette qualité qu’il interviendra au Forum pour la Réconciliation Nationale présidé par le Premier Ministre Seydou Diarra, pour interpeller la classe politique sur les dangers de l’ivoirité.
Le FAN a notamment organisé plusieurs séminaires dont un sur les enjeux de l’identification en Côte d’Ivoire, une conférence internationale de la jeunesse africaine suivie d’une rencontre internationale sur l’intégration des États africains.
Alphonse T. Soro a sillonné plusieurs capitales mondiales (Ouagadougou, Freetown, Paris, Brazzaville, Genève, Dakar, Nantes...) à des rencontres internationales sur la jeunesse. 
Il est membre de la commission Paix et Sécurité de l’Union Panafricaine de la Jeunesse (UPJ).
Premier responsable du cabinet civil de la Zone Nord de 2003 à 2008, il est chargé de l'administration civile, humanitaire, politique et sociale des zones sous contrôle des Forces nouvelles de Côte d'Ivoire[réf. nécessaire].
Fin 2011, il est élu député de Komboro-Karakoro (Département de Korhogo) à l'Assemblée Nationale où il intègre la commission science et recherche scientifique et fait partie des députés qui animent et enrichissent les débats parlementaires.
Après plusieurs tournées nationales de rapprochement et de pacification des foyers de tension entre jeunes au sortir de la crise d’avril 2011, il part à l'international pour parler de réconciliation et obtient le retour en Côte d’Ivoire du premier contingent des ex-jeunes patriotes exilés. 
Il entame alors une longue campagne sur l'emploi des jeunes dénommée « Caravane un jeune, un emploi ». 
En 2014, il est nommé Secrétaire National à la jeunesse du Rassemblement des républicains et fut l'un des acteurs majeurs des campagnes électorales et référendaires de 2015 et 2016 auprès de la jeunesse ivoirienne[réf. nécessaire].
Depuis 2009, Alphonse Soro est Président de l'Alliance pour le Changement (APC)[réf. nécessaire].

### Parcours professionnel
En deux ans, il obtient des résultats probants : paiement de 16 Milliards d'arriérés aux paysans, éradication des achats par tiers et de la fuite des produits agricoles hors des frontières, suivi informatisé de l’encadrement agricole, paiement régulier des décades et respect du prix bord champs aux paysans, institution des journées cotonnières et du cajou...
Ce succès lui vaut sa nomination, fin 2007, au Cabinet du Premier Ministre comme Secrétaire Technique du Comité interministériel Coton, Anacarde et Karité où il initie plusieurs reformes pour la relance et le développement desdites filières, notamment la politique d’exportation des produits agricoles, la révision de la matrice de fixation du prix bord champs de l'anacarde, l’amélioration du dispositif opérationnel des campagnes agricoles. Il travaille aussi sur le dossier de la recapitalisation de la Compagnie ivoirienne pour le développement des textiles.
Début 2017, il retourne au Cabinet du Premier Ministre, cette fois comme chargé du travail et du Dialogue Social.
Alors que le pays est confronté à une crise sociale sans précédent, il contribue activement à son dénouement. Il est notamment l'auteur d'une étude technique sur le stock des arriérés des fonctionnaires d'un montant de 249,6 Milliards CFA dont le paiement permet d'obtenir la signature d'une trêve sociale entre le Gouvernement et les fonctionnaires ivoiriens. 
Début 2018, il initie le comité de suivi de la trêve sociale composé paritairement de représentants des Ministères et des Organisations Syndicales qu’il préside pour consolider les acquis de ladite trêve sociale
.
Alphonse Soro a démissionné de la Primature le 11 janvier 2019,.

## Documentaire
Réalisateur du film documentaire Côte d'Ivoire, chronique d'une guerre identitaire qui fait un état des lieux de la crise ivoirienne, Alphonse T. Soro a été reçu en 2006 au Centre d'accueil de la presse étrangère (CAPE) à Paris par une centaine de journalistes de la presse internationale[réf. nécessaire].